# Taurul Cretan

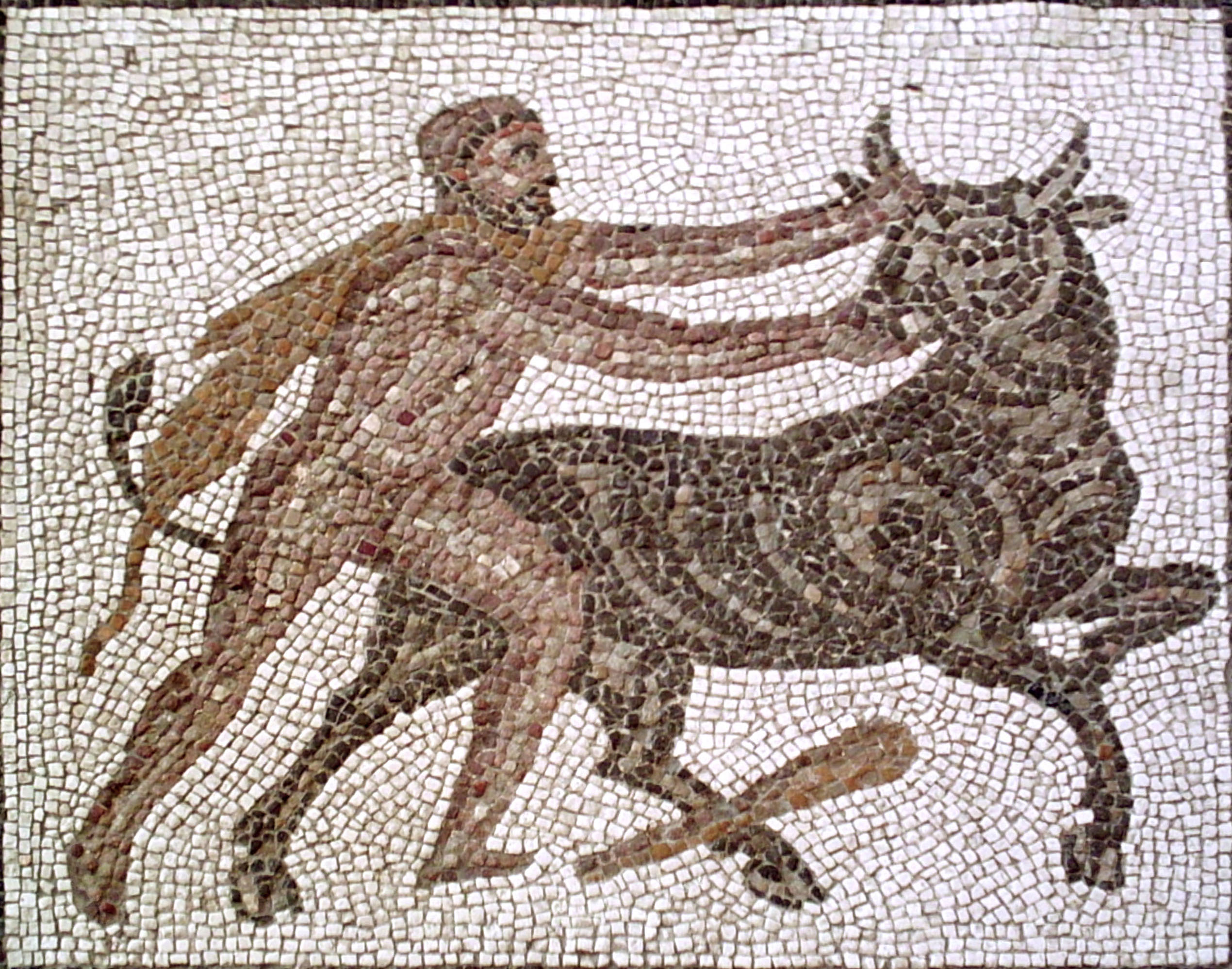
Mozaic roman

Taurul cretan a fost taurul trimis lui Minos de către zeul Poseidon pentru că Minos voia un semn ca să vadă că el și nu frații săi vor fi rege,următoarea zi din mare a apărut un taur alb mare și frumos pe care Minos a trebuit să îl sacrifice,dar era prea uimit ca să îl sacrifice zeului așa că a sacrificat un taur normal sperând ca zeul să nu observe.Dar din păcate pentru Minos Poseidon a observat și ca pedeapsă a făcut-o pe soția lui să se îndrăgostească nebunește de acest taur.